# Dick Haymes

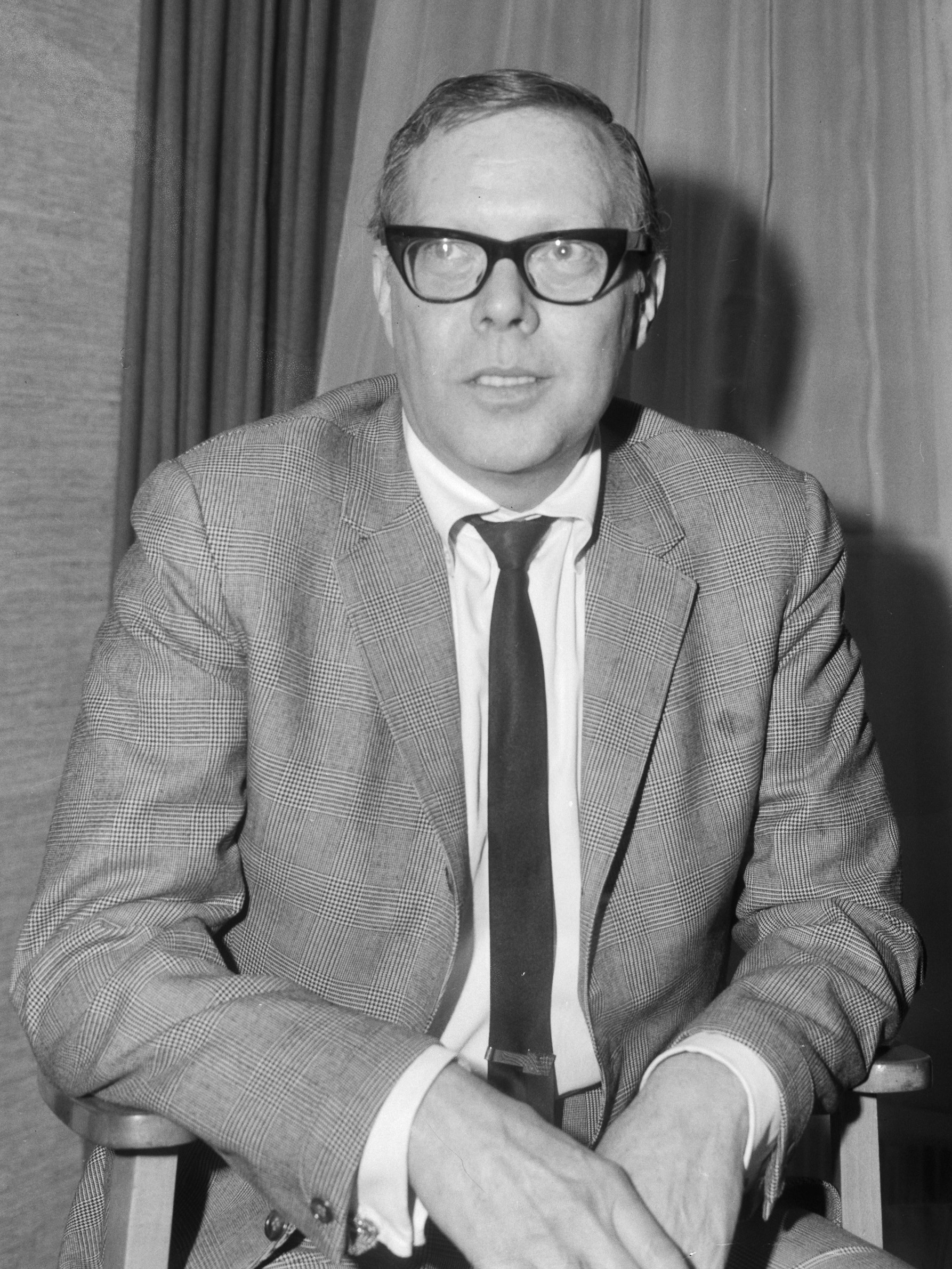
Dick Haymes, 1966

Dick Haymes (* 13. September 1918 als Richard Benjamin Haymes in Buenos Aires; † 28. März 1980 in Los Angeles) war ein argentinischer Sänger und Schauspieler. Den Höhepunkt seiner Karriere erreichte er als Sänger in den Swingbands der 1940er Jahre, so bei Harry James, Benny Goodman und Tommy Dorsey, konnte sich aber auch als Sänger von Balladen solo behaupten.

## Leben und Wirken
Haymes wurde als Sohn einer irischen Mutter und eines britischen Vaters in Buenos Aires geboren. Obgleich er mit seinen Eltern schon als Kleinkind in die USA zog, behielt er sein Leben lang die argentinische Staatsbürgerschaft. Dick Haymes hatte sein Debüt als Sänger 1931 in einem Hotel, wo Bandleader Johnny Johnson auf ihn aufmerksam wurde und ihn für den Sommer in seine Band aufnahm. 1933 ging Haymes nach Hollywood, wo er die Band The Katzenjammers gründete, die ihm keinen Erfolg brachte. Ab 1939 war er Sänger in der Band von Harry James, wo er bis 1942 blieb. Für jeweils kurze Zeit war er auch Mitglied in den Bands von Benny Goodman und Tommy Dorsey, als Sänger bei Dorseys Band wurde er 1942 der Nachfolger von Frank Sinatra. Schnell erreichte er mit seiner Baritonstimme größere Popularität.
Ab 1944 startete Haymes eine Solokarriere mit einem CBS-Radioprogramm, bei dem er mit dem Arrangeur Matt Dennis zusammenarbeitete (u. a. für das Programm Something for the Boys mit Jack Jenney) und mit Decca Records Verträge für Schallplattenaufnahmen abschließen konnte. Es folgte ein Vertrag mit Twentieth Century Fox und der Beginn einer Filmkarriere. In dieser Zeit hatte Haymes eine eigene Radioshow und trat in den Sendungen The Lucky Strike Hit Parade, Club 15 und The Auto-Lite Hour auf. Zu seinen Hits in dieser Zeit gehörte das mit Helen Forrest gesungene Duett Some Sunday Morning. Weitere Hits seiner Decca-Ära waren You’ll Never Know, Till the End of Time, It Can’t be Wrong, Little White Lies und Mam’selle.
Im Jahr 1944 wollte Haymes nicht als Ausländer registriert werden und zog nach Hawaii. Bei seinem Rückkehrversuch wurde ihm zunächst die Einreise in die USA verweigert. Seine Filmkarriere nahm 1944 an Fahrt auf, als er die Hauptrolle in dem Musikfilm Irish Eyes Are Smiling spielte, ebenso wie in dem 1945 erschienenen Musicalfilm Jahrmarkt der Liebe und dem 1946 erschienenen Musicalfilm Sinfonie in Swing, in dem er erneut mit Gregory Ratoff, wie schon in Irish Eyes Are Smiling, zusammenarbeitete. Auch 1947 war er wieder in zwei Musicalfilmen zu sehen, einmal an der Seite von Betty Grable in The Shocking Miss Pilgrim und des Weiteren an der Seite von Vera-Ellen in Karneval in Costa Rica, bei dem wiederum Gregory Ratoff der Regisseur war.
Ab 1947 folgten Alkoholprobleme und eine wirtschaftliche Misere vor allem wegen der auslaufenden Kontrakte mit Fox und Decca. Im darauffolgenden Jahr war Haymes dann für Columbia Pictures an der Seite von Ava Gardner in der Fantasykomödie Venus macht Seitensprünge wiederum in einer Hauptrolle zu sehen. In der musikalischen Komödie In jedem Hafen eine Braut von 1953 war Mickey Rooney einer seiner Filmpartner. In den frühen 1950er Jahren wollte er mit Billie Holiday auf Europatournee gehen, ihm wurde jedoch die Ausreise verweigert. 1955 und 1956 nahm er zwei Alben für das Plattenlabel Capitol auf, Moondreams und Rain or Shine. Im Jahr 1961 migrierte Haymes nach Irland. Ein Comeback-Versuch in den USA in den 1970er-Jahren hatte keinen Erfolg mehr.
Haymes war insgesamt sechsmal verheiratet, so unter anderem mit den Schauspielerinnen Joanne Dru (1941–49) und Rita Hayworth (1953–55). Aus diesen Ehen gingen insgesamt 6 Kinder hervor. Sein jüngerer Bruder Bob Haymes (1923–1989) war als Sänger, Schauspieler und Moderator ebenfalls im Showgeschäft tätig. Am 28. März 1980 verstarb Dick Haymes im Alter von 61 Jahren an einer Lungenkrebs-Erkrankung in Los Angeles.

## Filmografie (Auswahl)
- 1935: Meuterei auf der Bounty (Mutiny on the Bounty)
- 1938: Dramatic School
- 1943: Du Barry Was a Lady
- 1943: Girl Crazy
- 1944: Four Jills in a Jeep
- 1944: Irish Eyes Are Smiling
- 1945: Jahrmarkt der Liebe (State Fair)
- 1945: Diamond Horseshoe
- 1946: Sinfonie in Swing (Do You Love Me)
- 1947: Karneval in Costa Rica (Carnival in Costa Rica)
- 1947: The Shocking Miss Pilgrim
- 1948: Venus macht Seitensprünge (One Touch of Venus)
- 1948: Up in Central Park
- 1951: St. Benny the Dip
- 1953: In jedem Hafen eine Braut (All Ashore)
- 1953: Cruisin’ Down the River
- 1953: Diese Frau vergißt man nicht (Let's Do It Again)
- 1965: Simon Templar (The Saint; Fernsehserie, Folge The Contract)
- 1973/1976: McMillan & Wife (Fernsehserie, 2 Folgen)
- 1975: Ein Sheriff in New York (McCloud; Fernsehserie, Folge Sharks!)
- 1976: Won Ton Ton – der Hund, der Hollywood rettete (Won Ton Ton, the Dog Who Saved Hollywood)

## Auswahldiskographie
- Tommy Dorsey: In Concert (RCA, 1942)